# Joseph Yodoyman
Joseph Yodoyman (* 1950; † 22. November 1993) war unter Präsident Idriss Déby vom 20. Mai 1992 bis zum 7. April 1993 Premierminister des Tschad.
Yodoyman war von Déby als Premierminister ernannt worden, bis er vom gewählten Fidèle Moungar abgelöst worden ist. Yodoyman gehörte der Partei Alliance Nationale pour la Démocratie et le Renouveau (National Union for Democracy and Renewal) an.
| Personendaten    | Personendaten                                      |
| ---------------- | -------------------------------------------------- |
| NAME             | Yodoyman, Joseph                                   |
| KURZBESCHREIBUNG | tschadischer Politiker, Premierminister von Tschad |
| GEBURTSDATUM     | 1950                                               |
| STERBEDATUM      | 22. November 1993                                  |